# Eudócia (esposa de Constantino V)
Eudócia foi uma imperatriz-consorte bizantina, terceira esposa do imperador Constantino V. De acordo com a crônica de Teófanes, o Confessor, ela era cunhada de Miguel Melisseno, o estratego do Tema Anatólico. Sua irmã e cunhado eram por sua vez, pais do patriarca Teódoto I de Constantinopla.

## Imperatriz
Constantino V era imperador já desde 741. Sua primeira esposa, Tzitzak, deu-lhe apenas um filho, Leão IV, o Cazar, em 25 de janeiro de 750. Não há mais menção alguma sobre ela e, no ano seguinte, Constantino já havia se casado novamente, agora com Maria. Lynda Garland sugere que Tzitzak teria morrido no parto, o que explicaria seu súbito desaparecimento.
Maria morreu sem ter filhos não muito depois do casamento. Embora não se saiba o ano do casamento de Constantino e Eudócia, ele certamente terá ocorrido entre 751 e 769, pois neste ano Constantino a nomeou augusta, no dia 1 de abril segundo Teófanes.
No dia seguinte, dois de seus filhos foram nomeados césares e um terceiro, nobilíssimo, o que certamente serve para datar a cerimônia do casamento muitos antes antes. Outros dois filhos receberam esta última honraria em 775 pelas mãos do meio-irmão Leão IV, o Cazar.
Teófanes lembra que a existência de um imperador casado por três vezes era rara. Quando Leão VI, o Sábio se casou com sua terceira esposa, Eudócia Baiana, em 899, George Alexandrovič Ostrogorsky afirmou que um terceiro casamento seria tecnicamente ilegal na lei bizantina e contra as práticas da Igreja da época. Teoricamente, o mesmo padrão se aplicaria para o casamento de Constantino e Eudócia.
O imperador era um fervoroso iconoclasta e atacou especificamente os mosteiros, que ele considerava - corretamente - como as fortalezas do sentimento iconódulo. Porém, Eudócia aparece como uma generosa benfeitora do Mosteiro de Santa Antusa de Mantineão e chegou até a mesmo a batizar uma filha com o nome da santa, sinal claro de que ela não compartilhava os pontos de vista religiosos do marido.
Constantino morreu em 14 de setembro de 775 em campanha contra Telerigue da Bulgária. Se Eudócia sobreviveu ao marido ou não, é incerto.

## Família e filhos
Eudócia e Constantino tiveram seis filhos conhecidos:
- Nicéforo. Nomeado césar em 769. Teófanes relata que ele teria se envolvido em diversas conspirações contra imperadores. A primeira em maio de 776 contra seu meio-irmão mais velho, Leão IV, o Cazar. Ele foi chicoteado e exilado. A segunda, em setembro de 780, contra sua cunhada, a imperatriz-regente Irene. Desta vez, ele foi confinado num mosteiro. A terceira, em agosto de 792, contra seu sobrinho Constantino VI. Ele foi cegado e confinado numa residência imperial. Quarta, em outubro de 797, contra Irene, que havia deposto o filho. Ele foi exilado para a cidade de Atenas, terra da imperatriz. Afinal, em 812, contra Miguel I Rangabe. Ele foi exilado num lugar chamado Afousia, em algum lugar no mar de Mármara, e, aparentemente, desta vez para sempre.
- Cristóvão. Presume-se que seja o segundo filho. Nomeado césar em 769. Teófanes relata que ele apoiou o irmão Nicéforo em várias de suas campanhas. Exilado para um mosteiro em 780. Teve a língua arrancada em 792 e foi cegado em 799.
- Nicetas. Presume-se que seja o terceiro filho. Nomeado nobilíssimo em 769. Teófanes relata que ele apoiou o irmão Nicéforo em várias de suas campanhas. Exilado para um mosteiro em 780. Teve a língua arrancada em 792 e foi cegado em 799.
- Ântimo. Presume-se que seja o quarto filho. Nomeado nobilíssimo pelo meio-irmão Leão IV em 775. Exilado para um mosteiro em 780. Teve a língua arrancada em 792 e foi cegado em 799.
- Eudócimo. Presume-se que seja o quinto filho. Nomeado nobilíssimo pelo meio-irmão Leão IV em 775. Exilado para um mosteiro em 780. Teve a língua arrancada em 792 e foi cegado em 799.
- Santa Antusa, a Jovem (757-809). Uma piedosa freira, recusou a oferta de Irene para compartilhar com ela a regência durante a minoridade de Constantino VI[3].